# Challenger Lugano 1999
Il Challenger Lugano 1999 è stata la prima edizione di un torneo di tennis facente parte della categoria ATP Challenger Series nell'ambito dell'ATP Challenger Series 1999. Il torneo si è giocato a Lugano in Svizzera dal 28 giugno al 4 luglio 1999 su campi in terra rossa.

## Vincitori

### Singolare
Michal Tabara ha battuto in finale  Ronald Agénor con il punteggio di 6–7, 6–4, 6–2

### Doppio
Michal Tabara /  Radomír Vašek hanno battuto in finale  Daniel Melo /  Antonio Prieto con il punteggio di 6–2, 3–6, 6–3